# جوئل (خواننده)
جوئل کیلچر (به انگلیسی: Jewel Kilcher) (متولد ۲۳ می ۱۹۷۴)خواننده، ترانه‌سرا، بازیگر و شاعر آمریکایی است که بیشتر با اسم کوچک خود جوئل شناخته می‌شود. او ۳ بار نامزد دریافت جایزه گرمی شده‌است.
او همچنین در فیلم سواری با اهریمن بازی کرده‌است.

## آلبوم‌ها
- 1995: Pieces of You
- 1998: Spirit
- 1999: Joy: A Holiday Collection
- 2001: This Way
- 2003: 0304
- 2006: Goodbye Alice in Wonderland

## پانوشت
1. ↑  Dean, Maury (2003). Rock-N-Roll Gold Rush. Algora Publishing. p. 34. ISBN 0875862071. {{cite book}}: Cite has empty unknown parameter: |coauthors= (help)